# Nemzeti dohánybolt

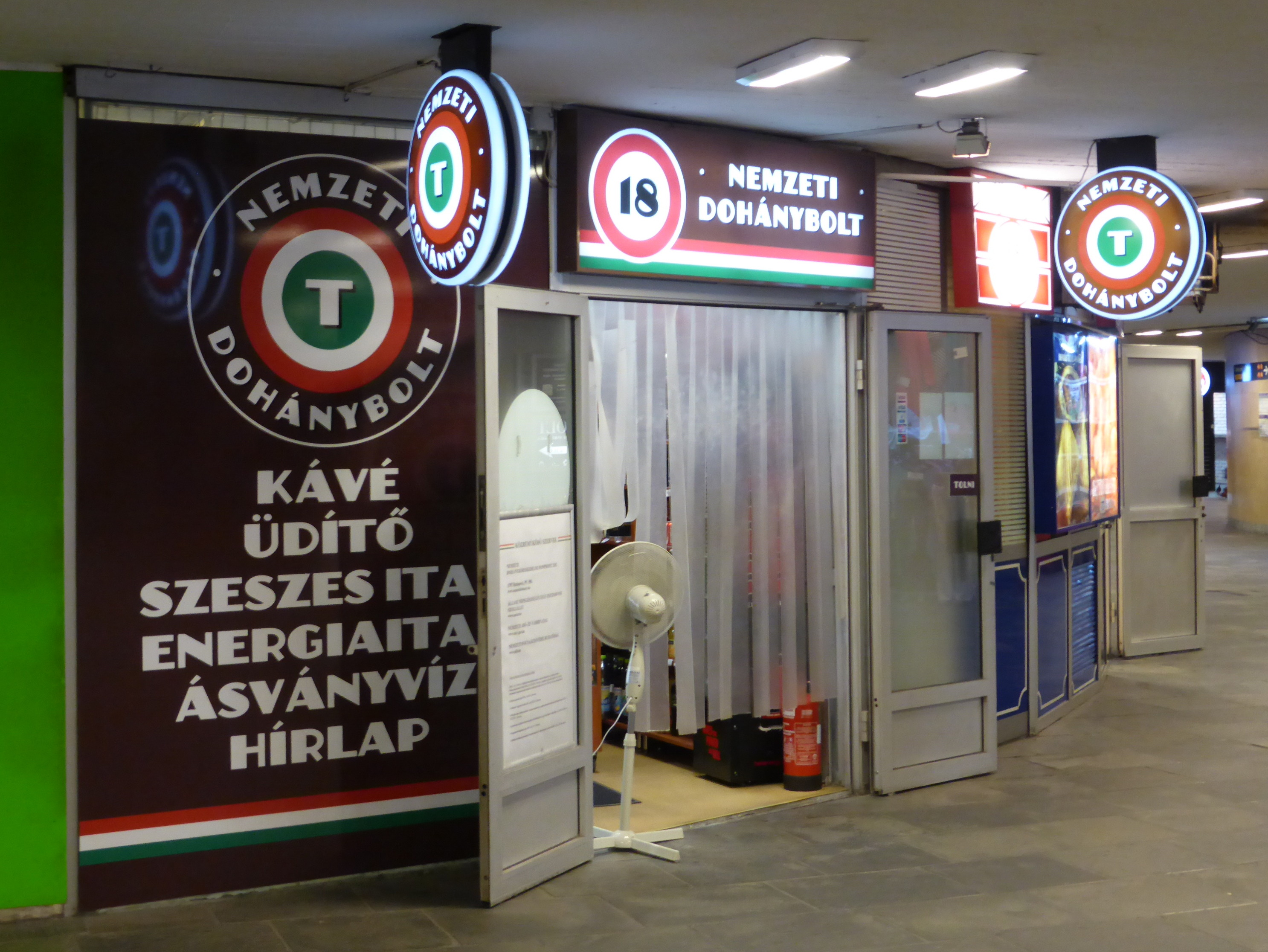
Dohánybolt a budapesti Kálvin téri aluljáróban

Nemzeti dohányboltnak (a köznyelvben gyakran trafiknak) nevezik azon kereskedelmi egységeket Magyarországon, amelyek a 2013-tól az állami tevékenységek közé sorolt dohánytermék-kiskereskedelmet a vonatkozó szabályok alapján, engedéllyel végzik. A rendszer kialakítását a második Orbán-kormány kezdeményezte és hajtotta végre 2011 és 2013 között.
A dohányboltok 2013-as megnyitásakor minden településen 2000 lakosonként 1 dohánybolt nyílhatott. Ezt a küszöbértéket később felemelték 3000 lakosra, majd pedig 4000-re. Azonban egyetlen dohánybolttól sem vették el a koncessziót. A tervek szerint a lejáró, visszaadott, vagy szabálytalanság miatt visszavett koncessziók miatt bezárt dohányboltok helyére minden településen egészen addig nem nyitnak új dohányboltot, amíg a dohányboltok száma le nem csökken arra a szintre, amennyi dohánybolt lehet az adott településen a módosított trafiktörvény szerint.
A dohányboltok megnyitásáról és a kiskereskedelemben való részvételről 2015 áprilisáig pályázati rendszerben döntöttek, azóta azonban minden újonnan nyitott dohánybolt közvetlen kijelölés alapján szerzett jogosultságot dohánytermékek árusítására. A kijelölt dohányboltok elméletileg ideiglenesen, az új pályázat kiírásáig működhetnek – azonban 2015 óta nem írtak ki új pályázatot. Lázár János ugyanakkor a trafiktörvény 2019-es módosításakor azokat a kijelölt dohányboltokat be kívánta záratni, amelyek olyan településen működnek, ahol már van koncessziós pályázat alapján tevékenykedő dohánybolt. Erre az adott volna lehetőséget, hogy a törvénymódosítással csökkentették az egy településen működni szükséges dohányboltok számát, vagyis a Lázár János által bezáratni kívánt dohányboltok fenntartása a törvénymódosítás révén immár nem indokolt. Ezt a paragrafust azonban később indoklás nélkül kivették a trafiktörvényből, így ezek a dohányboltok végül nem zártak be.
A rendszert a bevezetése óta érik bírálatok elsősorban a pályázatok visszásságai, a dohány-nagykereskedő túlzott profitja és a szabályozás egyes vitatott elemei, például a dohányboltokban árulható termékek széles és egyre bővülő köre miatt. Az eredeti tervekkel ellentétben a dohányboltok a kezdetektől árulhatnak lottót, totót és sorsjegyet – annak ellenére, hogy 2,5 millió embert érint a szerencsejáték-függőség Magyarországon. Szintén árulhatnak a dohányboltok az eredeti tervekkel ellentétben alkoholos italokat – annak ellenére, hogy becslések szerint 1-1,2 millióra tehető az alkoholisták száma Magyarországon. Emellett az eredeti tervekkel ellentétben ugyancsak árulhatnak a dohányboltok energiaitalt, kávét, üdítőitalt, ásványvizet és újságot is. Emellett a trafiktörvény 2014-es módosítása lehetővé tette rágógumi, mentolos cukorka, tömegközlekedési jegy és mobiltelefon-feltöltőkártya árusítását is a dohányboltoknak. A trafiktörvény 2019-es módosításával pedig az értékesíthető termékek köre tovább bővült az alábbiakkal: papír zsebkendő; ízesített tejkészítménynek minősülő, hűtés nélkül eltartható tejital; elektronikai eszközök töltéséhez, üzemszerű működéséhez használatos elem, akkumulátor, töltőeszköz; csomagolt tea; helyben fogyasztható tea vagy folyékony csokoládé (helyben fogyasztásához szükséges kiegészítő termék – különösen cukor, tejpor); cukoráruk. Ezzel a dohányboltok eredeti céljával szembemegy a kormány, miszerint a dohányboltok ne legyenek vegyesboltok, vagyis hogy ne legyenek az élelmiszerboltok versenytársai és ne lehessen a mindennapi bevásárlás részeként dohányterméket is vásárolni.
Szintén kritikák érik a dohányboltokat amiatt, hogy – bár a marihuána Magyarországon illegális – azonban a legtöbb dohányboltban kaphatóak a marihuána fogyasztásához szükséges alapvetőbb eszközök.
Ugyancsak kritikák érik a dohányboltok pozitív diszkriminációját az alkoholos italok árusításával kapcsolatban. A dohányboltoknak ugyanis nem tilthatják meg az önkormányzatok, hogy 22 és 6 óra között alkoholos italokat árusítsanak – szemben más üzletekkel. 2019-ben Kocsis Máté, a Fidesz frakcióvezetője módosító javaslatot nyújtott be a Lázár János által jegyzett trafiktörvényt szigorító törvényjavaslathoz annak érdekében, hogy ez a diszkriminatív helyzet megszűnjön. Később Kocsis Máté a módosító javaslatát indoklás nélkül visszavonta.
Lázár János már 2013-ban kijelentette, hogy ha rajta múlna, akkor teljesen betiltaná a dohányzást. 2018-ban pedig arra tett javaslatot, hogy a 2020-ban és az azt követően születettek soha ne vásárolhassanak dohányterméket, még akkor sem, ha már betöltötték a 18. életévüket. Az elképzelést Gulyás Gergely miniszterelnökséget vezető miniszter annyiban kritizálta, hogy mivel ténylegesen csak hosszú átfutási idővel, 2038-tól lenne hatása egy ilyen törvénynek, ezért a javaslat ebben a formában nem vehető komolyan. A javaslat eddig nem valósult meg. Ugyanakkor 2024-ben az Egyesült Királyság parlamentje egy ehhez hasonló, de jóval rövidebb átfutási idejű törvényt fogadott el: ennek értelmében a 2009-ben és az azt követően születettek már soha életükben nem vásárolhatnak dohányterméket, még a 18. életévük betöltése után sem. A törvény 2027-től érezteti pozitív hatásait, amikor is a 2009-ben születettek betöltik a 18 életévüket.
Időről időre felmerül, hogy a Nemzeti Dohányboltokhoz hasonló bolthálózatot alakítsanak ki az alkoholos italok kereskedelméhez is annak érdekében, hogy csökkentsék a magyarországi alkoholfogyasztás mértékét és az alkoholfogyasztás káros hatásai által okozott társadalmi károkat. Ennek mintája a Svédországban működő Systembolaget-italbolthálózat lenne.

## Működése

### Általános szabályok
A dohánybolt nyitásának engedélyezéséről a Nemzeti Dohánykereskedelmi Nonprofit Zrt. (röviden ND Nonprofit Zrt. vagy NDN Zrt.) pályázati rendszerben dönt. Pozitív elbírálás esetén koncessziós szerződést kell kötni, amely 20 évre szól. Dohánytermék-kiskereskedelmi tevékenységet olyan egyéni vállalkozó, vagy gazdasági társaság folytathat, amely az Európai Unió tagállama vagy az Európai Gazdasági Térségről szóló megállapodásban részes állam területén székhellyel rendelkezik. A pályázatot gazdasági társaság esetén is természetes személy adhatja be. Egy személlyel egyidejűleg legfeljebb öt koncessziós szerződés lehet hatályban, és olyan településeken, ahol a lakosságszám megengedi több dohánybolti koncesszió pályáztatását is, ott egy személlyel legfeljebb a koncessziók kétharmada köthető meg.
A szerződést a kereskedők a 100%-os állami tulajdonban levő NDN Zrt.-vel kötik. A kiskereskedő koncessziós díja a település méretétől függően sávosan emelkedő, (ÁFA nélkül) 100 000 Ft/évtől 240 000 forint/évig terjedő összeg.
A pályázat során ellenőrzik, hogy az üzlethelyiség megfelel-e a törvényben előírtaknak, illetve hogy a dohánykereskedelmi tevékenység törvényes keretei adottak-e. A kialakítással kapcsolatban például szempont az üzlethelyiség helye, külső és belső kialakítása, az árusítható termékek köre, a nyitvatartási rendje, a panaszkezelés módja, a vásárlók tájékoztatásának módja stb.

### Jogi háttér
- A dohánytermékek forgalmazásának szabályai a második Orbán-kormány ideje alatt alapvetően megváltoztak.[30] A kormány 2011-ben emelte a dohánykereskedelmet az állam kizárólagos gazdasági tevékenységei közé a 2011. évi CXCVI., a nemzeti vagyonról szóló törvénnyel.[31]
- A dohányboltok működési feltételeit részleteiben a 2012. évi CXXXIV., a fiatalkorúak dohányzásának visszaszorításáról és a dohánytermékek kiskereskedelméről szóló törvény szabályozza.[32]
- 181/2013. (VI. 7.) Kormányrendelet rendelkezett a dohánytermék-kiskereskedelmi tevékenységhez kapcsolódó engedélyezési eljárás egyes szabályairól.[33]
- 2014. december 23-án hirdették ki a 2014. évi, a dohánytermék-kiskereskedelem integrált ellátásához szükséges egyes törvények módosításáról szóló XCV. törvényt.[34]
- 406/2016. (XII. 10.) Kormányrendeletben rendelkeztek a dohánytermék-kiskereskedelmi tevékenységet folytatók nyilvántartás-vezetési és adatszolgáltatási kötelezettségéről, valamint a dohánytermékek árbejelentésének és árközzétételének részletes szabályairól.[35]

## Története

### A rendszer indítása

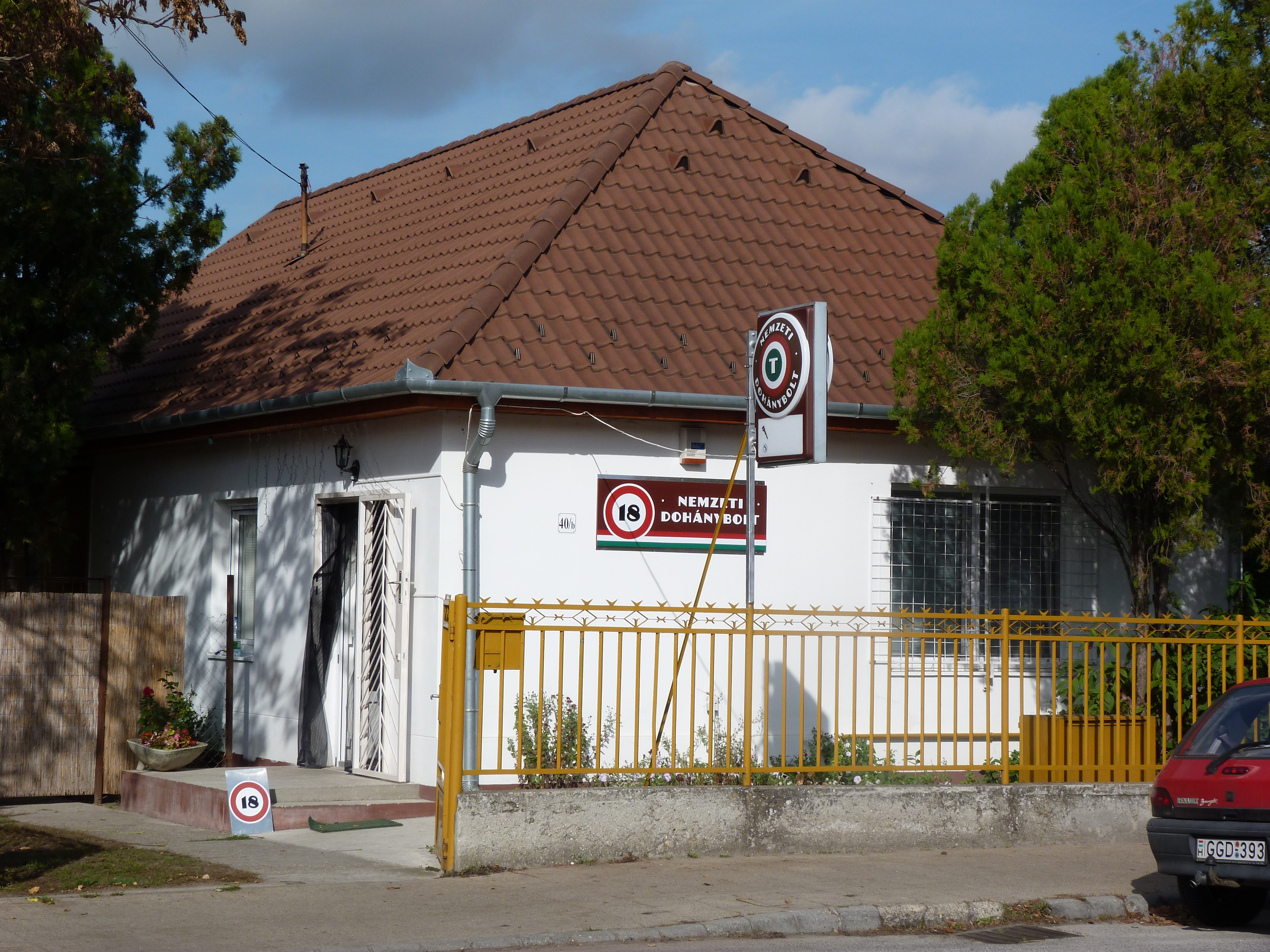
Nemzeti dohánybolt Dabason

A dohány-kiskereskedelem átalakításáról 2011-ben adtak be törvényjavaslatot kormánypárti képviselők, köztük Lázár János akkori frakcióvezető. Érvelésük szerint az átalakításra a fiatalkorúak védelme miatt van szükség, ugyanis a legtöbb kiskereskedő fiatalkorúakat is kiszolgál dohánytermékkel, a helyzeten pedig szigorítással lehet javítani. Már a törvényjavaslatban is szerepelt a monopolizálás, illetve a koncessziós jogok területi szabályozása, korlátozása. Emellett célként fogalmazták meg, hogy az ekkor jórészt multinacionális cégek kezében levő kereskedelmi ágazatban a kisvállalkozókat kívánják előnyben részesíteni. Matolcsy György szerint a dohánybolti rendszer 5-10 ezer családot is eltarthat. Reiniger Balázs a Continental Dohányipari Zrt. részéről az átalakítás terveit méltányosnak tartotta.
2012 tavaszán a zárószavazást elhalasztották, mert a kormány meg akarta várni az EU véleményét, majd ez év szeptemberében, több módosítás után került a törvény újra a Ház elé. A 2012. évi, a fiatalkorúak dohányzásának visszaszorításáról és a dohánytermékek kiskereskedelméről szóló CXXXIV. törvényt 2012. szeptember 24-én jelentették be. A törvény legfőbb elemeként a dohánykereskedelem állami monopóliummá vált, a magyarországi kiskereskedelem jogával ettől fogva pedig csak a koncessziós szerződést kötők élhettek. A jog pályázati úton nyerhető, amely pályázatot csak természetes személyek adhatnak be, bár kedvező elbírálás esetén maga a kiskereskedelem folyhat gazdasági társaság útján is.
A koncessziós pályázatot először 2012 végén írták ki, amelyre a jelentkezési határidő 2013. február 22-e volt. Az első kiírás 7000 koncessziós helyére több mint 14 000 pályázat érkezett, amelyből 5415 lett sikeres.
2013. május 31-én hirdették ki a 2013. évi, a dohányzással összefüggő egyes törvények módosításáról szóló LXXI. törvényt, amely az első kézzelfogható változásokat hozta a kiskereskedelemben; ebben szabályozták a forgalmazható termékek körét.
2013. június 30-án hirdették ki a 244/2013 (VI.30.) Kormányrendeletet a dohánytermék kiskereskedők által vezetendő nyilvántartásokról, az év végén közzétett 81/2013 (VI.7.) Kormányrendelet pedig szigorította a dohányboltok elhelyezkedésére vonatkozó szabályokat.

### A dohányboltok megnyitása
2013. július 1-jétől nyitottak meg a nemzeti dohányboltok, amit követően kéthetes türelmi idővel még az élelmiszerboltok, illetve dohánybolti engedéllyel nem rendelkező más üzletek is eladhatták a még fennmaradt készleteiket, a türelmi idő végétől kezdve pedig már csak dohányboltban lehet dohánytermékeket kapni. Az átszervezéssel együtt ezen termékek 10%-osra emelt kereskedelmi árrése miatt az áruk is jelentősen megnőtt.

### Szabálymódosítások
A bevezetés után a dohánybolti működés szabályai többször módosultak. 2014. május 31-étől bolt nem működhetett dohány-kiskereskedelmi koncesszióval benzinkúton vagy 2500 négyzetméternél nagyobb üzlethelyiséget is befogadó plázában. A módosítás következtében 300-nál több trafiknak kellett költöznie vagy bezárnia. A rendeletmódosítás indoklása szerint az átszervezésre az érintett üzlethelyiségek túlzott profitja miatt volt szükség.

### További koncessziós pályázatok
| Kiírás dátuma | Pályázatok száma | Meghirdetett      | Elnyert           | Alá nem írt szerződések |
| Kiírás dátuma | Pályázatok száma | koncessziók száma | koncessziók száma | Alá nem írt szerződések |
| --- | ---------------- | ----------------- | ----------------- | ----------------------- |
| 2012. 12. 15. | 14 705           | 7000              | 5415              | 45                      |
| 2013. 05. 02. | 1417             | 955               | 549               | 79                      |
| 2013. 08. 12. | 3841             | 180               | 168               | 20                      |
| 2013. 12. 18. | 567              | 992               | 127               | N/A                     |
| 2014. 05. 13. | N/A              | N/A               | 70                | N/A                     |
| 2015. 04. 02. | N/A              | N/A               | 66                | N/A                     |
| Megjegyzés: Az NDN Zrt. 2015 áprilisa óta nem hirdetett pályázatot, azóta új koncesszióhoz csak kijelöléssel lehetett jutni. |                  |                   |                   |                         |

## Következményei
A rendszer átszervezése következtében a piac jelentősen átalakult. A korábban dohánytermék-forgalmazással foglalkozók közül sokan kiszorultak a piacról, az első pályázat 5415 nyertese közül csak kb. 800-an végeztek korábban ilyen kiskereskedelmi tevékenységet.
Az ND Nonprofit Zrt. információi alapján a dohánybolti rendszer sikeres volt a kiskorúak dohányzásának visszaszorításában. Szerintük ugyanis míg 2012-ben a kereskedők 58%-a szolgált ki fiatalkorúakat dohánytermékkel, viszont a cég szerint ez a szám a rendszer bevezetése után 12%-ra mérséklődött.
Az országos lefedettség 2014-re 98%-osra nőtt olyan értelemben, hogy a lakosság ekkora hányada érhette el a dohánytermékeket saját településén.

## Bírálatok

### Dohánybolti rablások
A dohányboltok kirakatára vonatkozó szabályozás miatt az üzlethelyiségbe kívülről nem lehet belátni, amit összefüggésbe hoztak a trafikokban történt rablási esetek viszonylag magas számával. A Népszabadság 2015-ös számítása alapján az egyéb kiskereskedelmi egységekkel összevetve a dohányboltokban közelítőleg háromszoros az egy üzletre eső rablások száma. Az NDN Zrt. szerint a szabályozás nem írja elő az ablakok lefóliázását, csak hogy a boltokba ne lehessen belátni.

### A pályázati rendszer
2013 áprilisában Hadházy Ákos, akkori szekszárdi fideszes képviselő korábban név nélkül, majd saját névvel a trafikpályázatokkal kapcsolatos visszaélésekről számolt be a sajtónak. A képviselő úgy vélte, hogy a nyilvánosság a Fidesznek is előnyös, így ugyanis elkerülhetik, hogy „úgy járjanak, mint a szocialisták”. A képviselő arról számolt be, hogy Szekszárdon Horváth István fideszes polgármester a frakciótagok véleményét kérte a dohányboltpályázatokkal kapcsolatban, hogy előnyben részesülhessenek, akikről a képviselők jó véleménnyel vannak, akiket ismernek. A frakcióülésen történtekről a képviselő hangfelvételt is készített. A felvételen hallható, hogy a polgármester szerint a szempontok között szerepel, hogy „Jobboldalinak kell lenni” , illetve fontos, hogy „ne a szocik győzzenek”. Horváth korábban tagadta, hogy történt ilyen megbeszélés, majd a hangfelvétel megjelenése után arról nyilatkozott, hogy szerinte ez egy magánbeszélgetés volt, az elhangzottak nem törvényellenesek, és képviselőként nem volt befolyásuk a pályázatok eredményére, így nem tervezi a lemondást. Hadházy kiállása nyomán az ellenzék trafikbotrányról, illetve trafikmutyiról kezdett beszélni. A történtek miatt a képviselő kilépett a pártból. A Központi Nyomozó Főügyészség három év múltán, 2016. március 21-én, bűncselekmény hiányában lezárta a nyomozást a szekszárdi esettel kapcsolatban.
A hangfelvétel nyilvánosságra kerülése után néhány nappal az egyik hajdúszoboszlói újság tett közzé egy levelet, amelyben a lap állítása szerint Kocsis Róbert helyi Fidesz-elnök küldte meg a pozitív elbírálású trafikpályázatokra vonatkozó javaslatait Bodó Sándornak, a Hajdú-Bihar megyei közgyűlés elnökének. A Szoboszlói Hírek később megírta a győztes pályázók nevét is, amely listának a korábban közölt levélben említettekkel nagy átfedései voltak.
2013 májusában ellenzéki tüntetést tartottak a Lendvai utcai Fidesz-székház előtt, hogy tiltakozzanak a bevezetett trafikrendszer ellen. Hoppál Péter, a Fidesz szóvivője szerint a tüntetésen „újra együtt a maffiabaloldal”.
2013. július 5-én Németh Lászlóné utasítására a NDN Zrt. elkezdte visszaküldeni a vesztes pályázatokat a pályázóknak. Egyesek szerint a miniszter döntésének az az oka, hogy így az adatokat az NFM-en nem lehet számonkérni, mivel az adatokat nem ők tárolják a későbbiekben, a visszaküldött pályázatok pedig nem mutathatók be hitelesként. 2014 augusztusában a minisztériumnak közzé kellett tennie a trafikpályázatok aktáit egy bírósági döntés nyomán. A minisztérium az anyagot nyomtatott formában adta át, és figyelmeztette az adatigénylési pert megnyerő DK-t, hogy azok közzététele szabálysértés. A DK ennek ellenére közzétette az adatokat.
A pályázati rendszer bírálói szerint túl nagy arányban nyertek a pályázaton olyanok, akik kapcsolataik miatt élveztek előnyt, így például a CBA egyes vezető, fideszes képviselők szomszédai, jó barátai, feleségei, gyerekei. A vitatott esetek közé tartozik például Gyulay Zsolt NDN Zrt.-vezér sógorának pályázata, Rogán Antal szomszédjának pályázata, illetve a 92 dohányboltot megbízottakon keresztül üzemeltető Vu Quy Duong vietnámi üzletemberé.
Az NDN Nonprofit Zrt. 2015 áprilisa óta nem írt ki újabb koncessziós pályázatot, viszont ennek ellenére jelentek meg új árusítóhelyek. A legutóbbi pályázat óta tehát csak kijelöléssel adtak koncessziót. 2018 novemberére a kijelölt árusítóhelyek száma 601 volt az 5334 koncesszióból. Ezt azért bírálják, mivel a kijelölés az NDN Zrt. döntése alapján is történhet, emellett a kijelölt trafikosnak nem kell vámhatósági engedélyt beszereznie a NAV-tól.

### A nagykereskedők szerepe
A British American Tobacco, illetve a Continental Tobacco Corporation cégcsoporthoz tartozó Tabán Trafik Zrt. közös vállalkozása, a hódmezővásárhelyi székhelyű Országos Dohányboltellátó Kft. pályázat nélkül kapta meg a jogot a dohányboltok ellátására. A nagykereskedőt bírálták a nyereségből kivett nagy osztalékok miatt, illetve hogy nem kell iparűzési adót fizetnie, továbbá a kiskereskedőknek megszabott két héttel szemben a cégnek két hónapja van arra, hogy fizessen a gyártónak. A nagykereskedő igen nagy nyereséget – 2017-ben például 3,6 milliárd forintot – könyvelhet el.
A Népszabadság egy 2012-es cikke szerint az Európai Bizottság weboldalán egy ideig a törvénytervezetnek egy olyan állománya volt elérhető, amelynek legutóbbi szerzője „Sánta János” volt. A cikkben azt vetették fel, hogy a Dohányipari Befektetők Magyarországi Szövetségének elnöke, illetve a Continental Dohányipari Zrt. vezetője, Sánta János lehetett a dokumentum szerzője. Lázár János újságírói kérdésre kifejtette, hogy szerinte természetes, hogy egy, a dohányipart érintő törvényben dohányiparban jártas embert kérdez meg, akit egyébként régóta ismer is.

### Fizetések az NDN Zrt.-nél
Az NDN Zrt.-t bírálat érte a magas vezetőségi fizetésekért is. A Magyar Nemzet szerint a vezérigazgató például 2016-ban havi 1,4 millió, 2017-ben pedig havi 1,95 millió forintot keresett, helyettese havi fizetése pedig 1,3 millió forint volt.